# Częstochowa Pipes & Drums
Częstochowa Pipes & Drums – polska orkiestra dudziarska grająca tradycyjną muzykę szkocką.

## Historia
Zespół ten został założony przez Tomasza Ujmę w 2002 roku, obecnie (lipiec 2006) liczy 20 osób i ciągle się rozrasta.
Jak każdy zespół typu pipes & drums CPD składa się z dwóch sekcji, pierwszej dudziarskiej, gdzie dudziarze grają na Wielkich Dudach Szkockich i drugiej bębniarskiej, gdzie gra się na 3 rodzajach bębnów – bas, tenory i werble.
Zespół prezentuje się w tradycyjnych militarnych strojach i wykonuje tradycyjną muzykę szkocką, uświetniając tym samym różnego rodzaju uroczystości. Częstochowa Pipes & Drums jako jedyna cywilna orkiestra występuje z Wojskiem Polskim w kraju i zagranicą. Zespół co roku bierze udział w Międzynarodowym Festiwalu Orkiestr Wojskowych w Krakowie. Do wspólnego grania z zespołem zapraszani są również mistrzowie gry na dudach i werblach m.in. Jim Kilpatrick i James MacLean. 
W 2018 troku zagrali w Tauron Arenie z  Orkiestrą Johanna Straussa i André Rieu.

## Nagrody
- Grand Prix w kategorii „Muzyka” podczas III Ogólnopolskiego Festiwalu Muzyki Celtyckiej w Będzinie w 2005 roku[1].